# Cullen plicatum
Cullen plicatum là một loài thực vật có hoa trong họ Đậu. Loài này được (Delile) C.H.Stirt. miêu tả khoa học đầu tiên.